# Salmon Creek (Tionesta Creek)

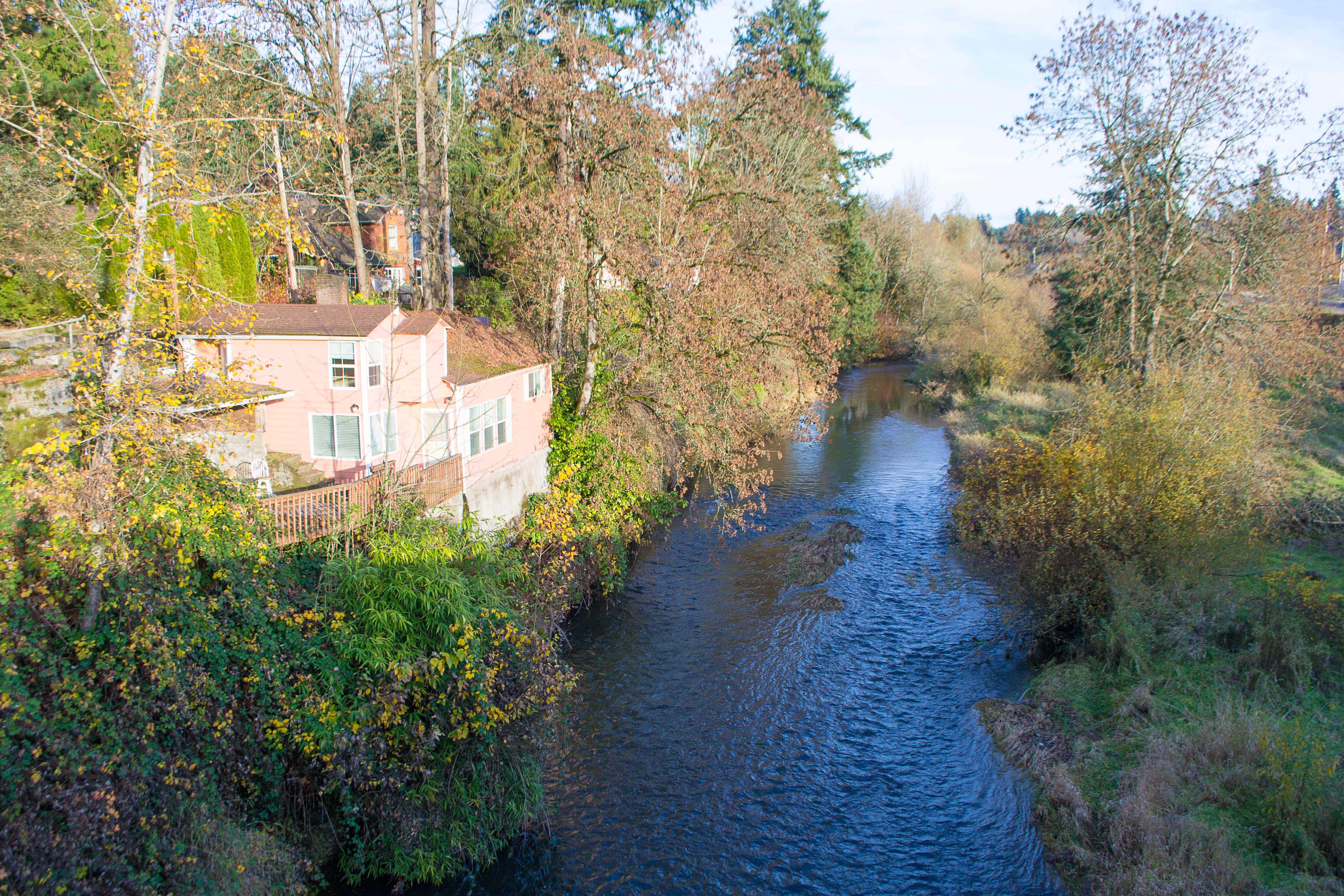
Der Salmon Creek von der Salmon Creek Bridge (2013)

Der Salmon Creek (engl. für „Lachsbach“) ist ein etwa 28 Kilometer langer linker Nebenfluss des Tionesta Creek im Nordwesten des US-Bundesstaates Pennsylvania. Er verläuft vollständig im Allegheny National Forest auf dem Gebiet des Forest County. Sein Einzugsgebiet erstreckt sich über eine Fläche von rund 142 Quadratkilometer, womit er der größte Zufluss des Tionesta Creek darstellt.

## Verlauf
Der Salmon Creek entspringt im südlichen Teil der Howe Township in der Beaver Meadows Recreation Area rund 8 km nordnordöstlich von Marienville. Er fließt anfangs nach Südosten Richtung Tal und überquert dabei nach kurzem Lauf die Grenze zum Jenks Township. Gleich darauf erreicht er die Talsohle und wird zum Beaver Meadows Lake gestaut, in den auch der Pemoke Run mündet. Nach dem Ausfluss fließt er nach Südwesten und bildet ein stark bewaldetes Kerbtal. Er passiert das wenig östlich liegende Marienville, wendet sich kurz nach Westen und danach in einem großen Bogen nach Norden, um dann den rechtsseitig zufließenden Little Salmon Creek aufzunehmen.
Nach dessen Einmündung wendet er sich nach Nordwesten und durchfließt nun die Kingsley Township. Er nimmt das Wasser des Fourmile Run und des Twomile Run auf und kurz vor Kellettville mündet mit dem The Branch ein weiterer wichtiger Zufluss. Schließlich mündet der Salmon Creek auf 351 m in den Unterlauf des Tionesta Creek.